# Dassault Ouragan
O Dassault M.D.450 Ouragan (na francês: Furacão) foi um caça-bombardeiro a jato francês desenvolvido e produzido pela Dassault Aviation. A aeronave tem origens em um projeto privado da fabricante, com a intenção de produzir um avião a jato totalmente francês, na qual recebeu encomendas, subsequentemente, do Exército do Ar Francês. 
O Ouragan tem a distinção de ser a primeira aeronave de combate a jato francesa a entrar em produção, tendo um papel chave na ressurgência da indústria aeronáutica francesa no pós-guerra. O Ouragan foi operado por armas aéreas da França, Índia, Israel e El Salvador. Em serviço israelense, o tipo foi operado em combate durante a Crise de Suez e a Guerra dos Seis Dias. 

## Desenvolvimento

### Origens

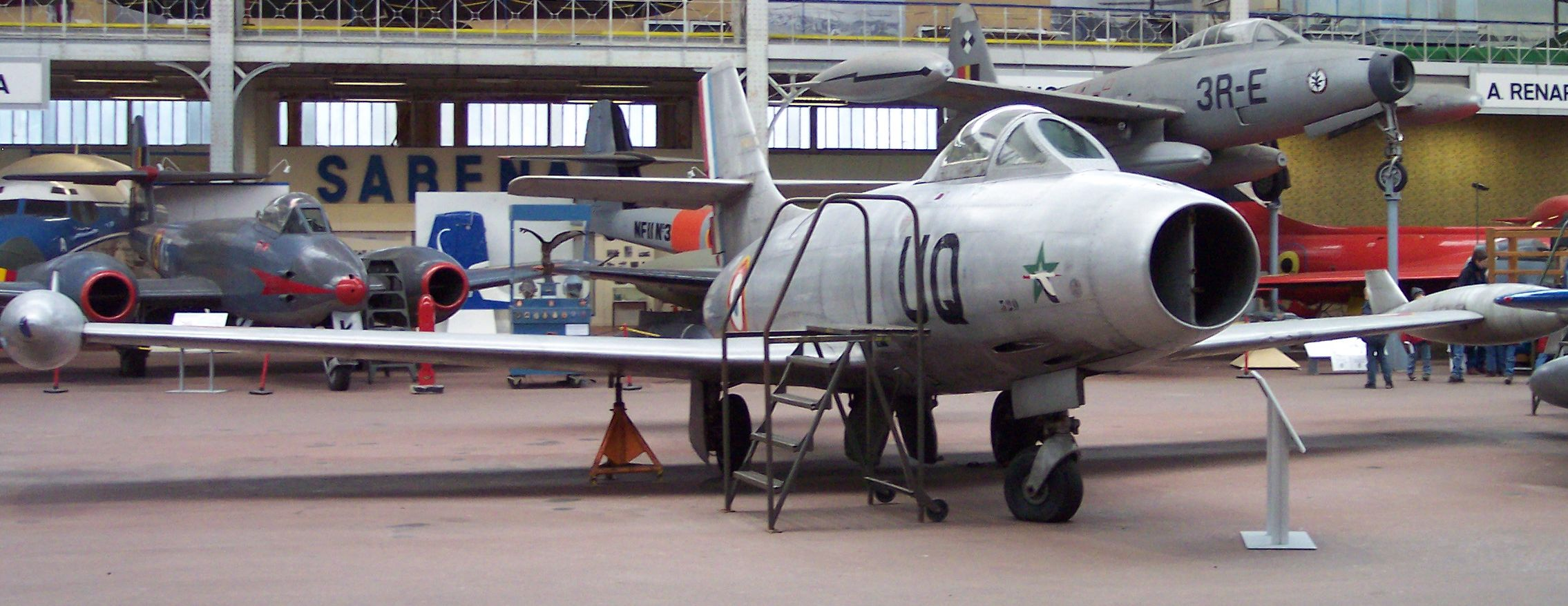
MD450 Ouragan no Real Museu Militar de Bruxelas

Como consequência da ocupação alemã da França durante boa parte da Segunda Guerra Mundial, a França não pode contribuir significativamente nos grandes avanços aeronáuticos que aconteceram durante o conflito. Em março de 1945, o projetista aeronáutico Marcel Bloch retornou a França após anos preso em Buchenwald; e com ânimo para retomar a indústria aeronáutica francesa, focando no desenvolvimento de um novo caça francês, propulsado pela nova tecnologia da época, a propulsão a jato. Em particular, ele desejava desenvolver esta aeronave rapidamente, para ocupar o nascente mercado para este tipo de caça. No início de 1946, Bloch renomeou sua companhia - e a si mesmo - como Dassault, como homenagem ao código que seu irmão utilizou na Resistência Francesa.
Em 1947, após uma apressada preparação das instalações e ferramental para a produção, a Dassault embarcou no desenvolvimento de um caça francês, iniciando como um projeto independente. De acordo com o historiador Kenneth Munson, Dassault baseou seu desenho muito mais no que os americanos estavam fazendo na época do que os britânicos, tendo utilizado características como a asa fina do P-80 Shooting Star e a configuração básica do F-86 Sabre. Devido ao seu emprego como interceptador, foi dado ênfase a uma grande taxa de subida. A aeronave era propelida por um motor turbojato Rolls-Royce Nene, na qual já era produzido sob licença na França pela Hispano-Suiza para o SNCASE SE-535, na qual era uma versão produzida sob licença do de Havilland Vampire.
Em setembro de 1947, uma série de conversas sobre o projeto aconteceram entre Dassault e o Bureau d'Etudes et Plans d'Etat Major (Escritório de Estudos e Planos do Estado Maior). A resposta governamental francesa foi positiva,  porém, não houveram encomendas oficiais, mantendo o projeto como um empreendimento privado. Em dezembro de 1947, o projeto recebeu a designação de M.D.450. Em 7 de abril de 1948, foi iniciada a construção do primeiro protótipo, na planta da fabricante em Saint-Cloud, próximo a Paris. Em 29 de junho de 1948, a Dassault assinou o contrato com o Ministério da Defesa francês para a construção de três protótipos.

### Protótipos

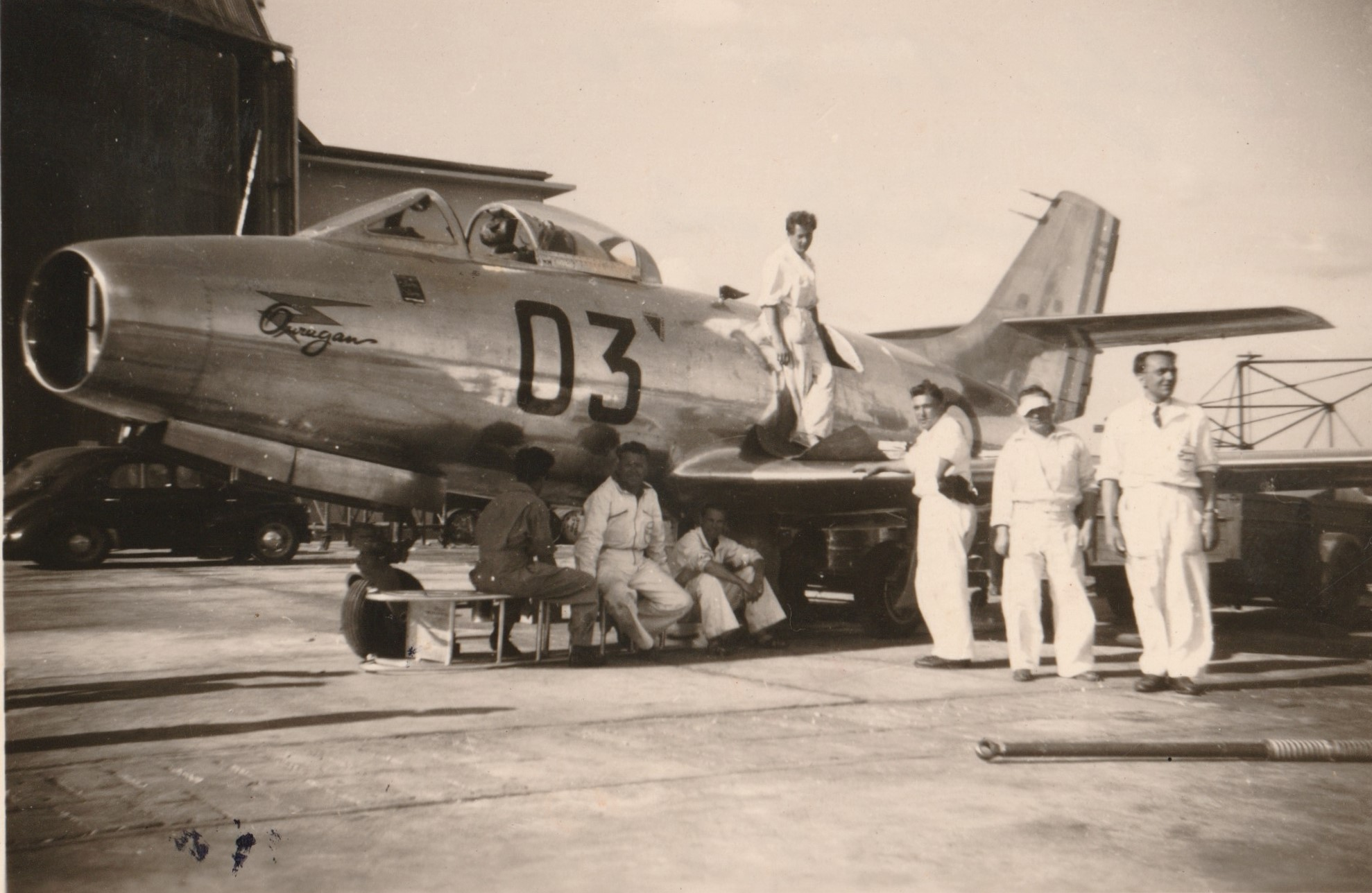
Terceiro protótipo do Ouragan, 1950

O progresso do projeto era considerável, a ponto de que em 15 meses do início dos trabalhos, o primeiro protótipo, deisgnado como M.D.450-01, havia sido construído e já feito seu primeiro voo. Em 28 de fevereiro de 1949, primeiro protótipo do Ouragan conduziu seu primeiro voo aos comandos do piloto-chefe de provas da Dassault, Kostia Rozanoff. O protótipo não contava com pressurização, armamento e os tip-tanks, que viriam a ser implementados nas aeronaves de produção. A aeronave era propelida por um motor turbojatode fluxo centrífugo Rolls-Royce Nene 102, podendo prover 5.000 lbf (22.27 kN) de empuxo. Durante a campanha de provas, o primeiro protótipo alcançou a velocidade máxima de 980 km/h (529 kn; 609 mph) e uma taxa de subida inicial de 43 m/s (8.465 ft/min).
Em maio de 1948, o segundo protótipo, designado M.D.450-02, fez seu primeiro voo. Este segundo protótipo contava com cabine pressurizada e instrumentação mais completa. Em maio de 1949, o segundo protótipo foi enviado ao Centre d'Essais en Vol de Marignane (Centro de Ensaios em Voo de Marignagne) para participar da campanha de provas de manobrabilidade, nas quais alcançou a altitude de 15.000 m (49,213 ft). Em dezembro de 1948, os tip-tanks de 450 L foram instalados, se tornando padrão na aeronave. As provas do segundo protótipo foram interrompidas após ser danificado durante um pouso, devido a uma pane no trem de pouso.
O terceiro protótipo teve sua construção atrasada para incorporar modificações, devido as lições tomadas das campanhas de provas dos protótipos anteriores. Em 2 de junho de 1950, o terceiro protótipo, designado M.D.450-03, conduziu seu primeiro voo. O terceiro protótipo era propelido por motor Nene 104, produzido sob licença pela Hispano-Suiza, que viria a ser utilizado nas variantes de produção do Ouragan. O protótipo foi enviado ao Centre d'Essais en Vol de Cazaux (Centro de Ensaios em Voo de Cazaux), para conduzir as provas com armamento, inicialmente utilizando canhões de 15mm, logo após, sendo provado os canhões de 20mm que viriam a ser utilizados na variante de produção.
Em 31 de agosto de 1949, a Força Aérea Francesa encomendou 15 aeronaves de pré-produção, que foi subsequentemente diminuída para 12 unidades, para apoiar o programa de provas. O contrato foi assinado em 15 de dezembro de 1949. Estas aeronaves de pré-produção foram utilizados para inúmeras provas, incluindo novos motores, armamento, equipamentos e para apoiar outros programas de testes. Entre estas aeronaves, designadas como M.D.450-1 até M.D.450-12, várias sofreram modificações consideráveis, como o M.D.450-6, equipado com compensadores elétricos, o M.D.450-8 (redesignado como M.D.450R), configurado como uma variante de reconhecimento, e o M.D.450-10, que serviu de plataforma de teste para o motor SNECMA Atar.

### Produção

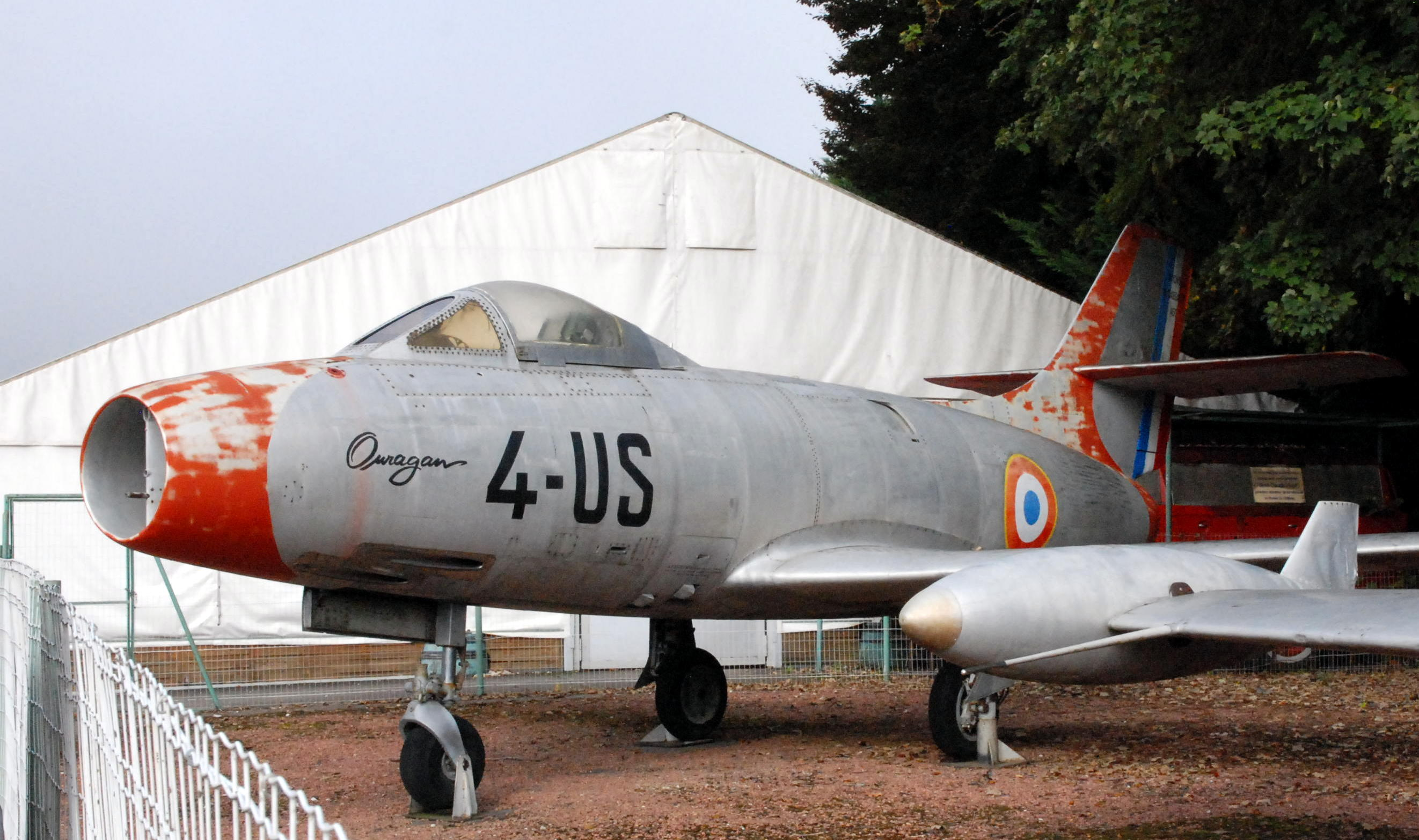
Dassault Ouragan no Chateau de Savigny-lès-Beaune

De acordo com Munson, na época em que foram feitas as encomendas pelas aeronaves de pré-produção, havia discussões no governo francês pela futura encomenda de 850 Ouragans em um plano de cinco anos para recapitalizar as Forças Armadas Francesas. Em 31 de agosto de 1950, a Dassault recebeu uma encomenda fixa de 150 unidades para reequipar a Força Aérea. Nos anos subsequentes, três encomendas foram feitas pelo governo francês, cada uma encompassando 100 unidades, porém, as mesmas foram canceladas em 1952, em favor de encomendar unidades do mais novo caça francês da época, o Dassault Mystère IIC.
As instalações da Dassault se provaram não conseguirem manter o ritmo de produção necessário para manter as as encomendas domésticas, em parte devido a falta de tempo para refinar o projeto para facilitar a produção em massa. Dessa forma, parte do trabalho foi subcontratado por outras indústrias aeronáuticas francesas. O acordo ditou que as seções frontais da fuselagem seriam produzidos pela SNCASE, em Tolouse, com outro acordo ditando a produção da seção traseira da fuselagem na SNCASO, em Saint-Nazaire, e as asas em Bourguenais. As plantas da Dassault continuaram a produzir a seção central da fuselagem e a empenagem, enquanto a montagem final era feita nas instalações da Dassault, em Mérignac.
Em 5 de dezembro de 1951, primeiro Ouragan de produção fez seu primeiro voo. Haviam poucas diferenças entre as aeronaves de pré-produção e as de produção seriada, sendo as mais significantes, o desenho das portas do trem de pouso, devido a acidentes que ocorreram com os dois primeiros protótipos. Ao fim de 1952, um total de 39 unidades haviam sido completadas, com mais 93 produzidas em 1953 e as 118 finais, produzidas em meados de 1954.

#### Barougan
Algumas aeronaves de produção foram experimentalmente adaptadas para uso em pistas não preparadas. As modificações incluíam a substituição do trem de pouso principal, com pneu simples, por um trem reforçado, com pneus duplos de baixa pressão, retraindo em bolhas embaixo das raízes das asas, além de um paraquedas de frenagem. A aeronave foi nomeada como Barougan, combinando o nome Ouragan com a palavra árabe Baroud (batalha). Essa configuração tinha como objetivo o uso da aeronave em operações de combate na Argélia. Em 24 de fevereiro de 1954, o primeiro Barougan fez seu primeiro voo. Outras três aeronaves foram convertidas e utilizadas no programa da provas, na qual envolveu vários pousos em pistas de grama, com múltiplos pesos. Em 1958, o programa foi encerrado, com algumas das aeronaves sendo reconvertidas para o padrão original de produção.

## Design

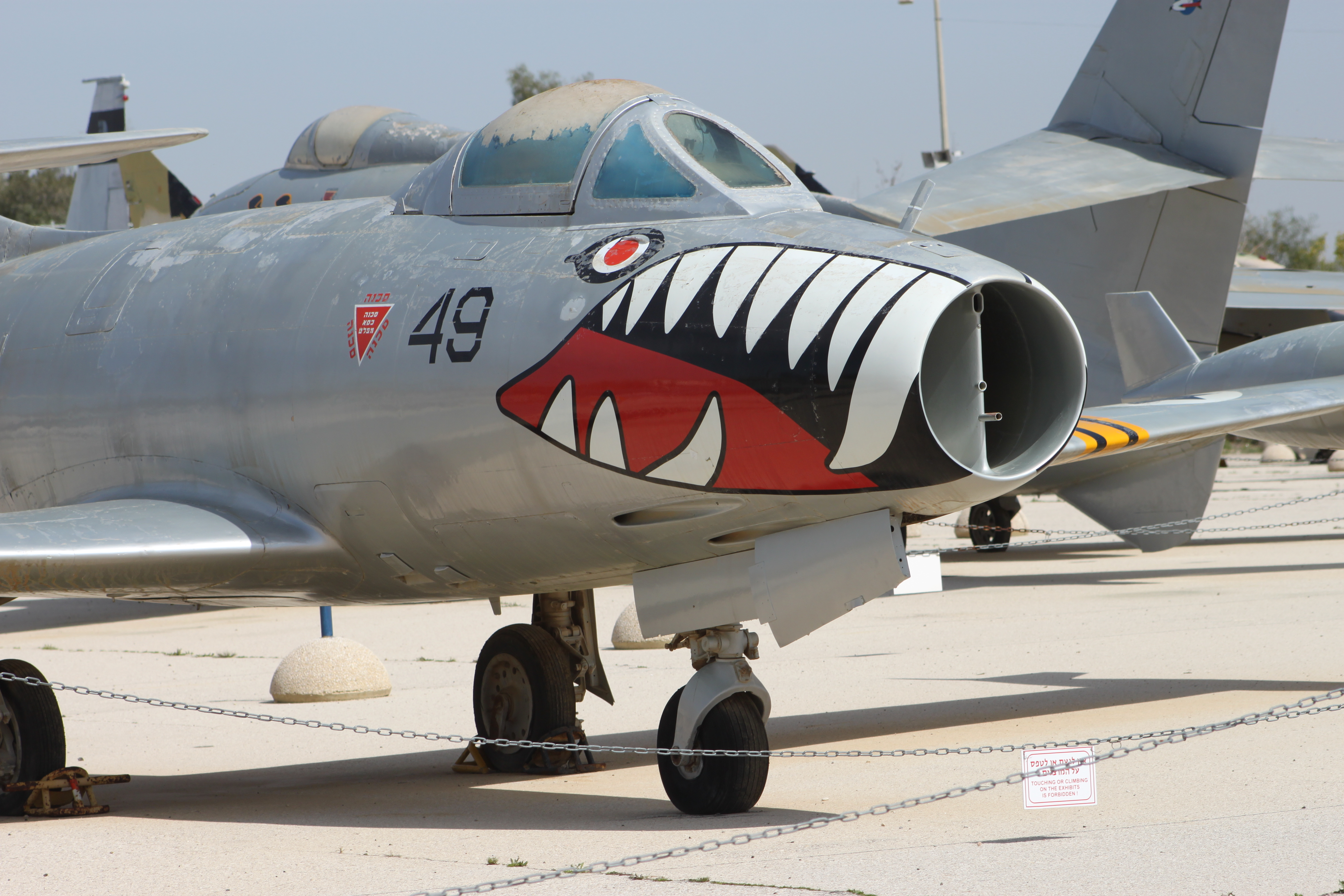
Tomada de ar em um Ouragan israelense

O Ouragan é um caça a jato de primeira geração. Ele empregava uma configuração convencional, com uma única tomada de ar no nariz, com a mesma dividida pela metade, levando ar pelas laterais do cabine e para o motor, que fica exatamente atrás do piloto. O design foi inspirado no F-84 Thunderjet, com a fuselagem cilíndrica e afunilada em ambos tanto na proa quanto na popa, uma tomada de ar no nariz, canopi em bolha e trem de pouso tricíclo. A aeronave contava com finas asas retas e estabilizador vertical enflechado, similar ao do MiG-17. O Ouragan é propelido por um motor turbojato de fluxo centrífugo Rolls-Royce Nene, produzido sob licença pela Hispano-Suiza. As primeiras unidades eram equipadas com um assento ejetor Martin-Baker Mk.1, porém, maioria das aeronaves foi equipada com o assento SNCASO E.86, de produção francesa. Algumas características aerodinâmicas avançadas foram implementadas no Ouragan, como a empenagem enflechada.
O desenho da aeronave foi otimizada para o emprego como aeronave de caça, porém, seu armamento refletia o emprego como aeronave de ataque. Tipicamente, a aeronave carregava duas bombas de 450 kg, 16 foguetes Brandt T-10, de 105mm, ou oito foguetes e dois tanques de napalm de 460 L. A aeronave ainda contava com quatro canhões Hispano Mk.V, de 20mm, montados logo atrás da tomada de ar.
A aeronave era bastante estável enquanto disparava os canhões ou foguetes, porém, tinha a tendência de entrar em parafuso chato quanto fazia curvas mais fechadas, devido a relação comprimento/diâmetro da fuselagem, que era relativamente menor que outros caças da época.
Variantes como o Barougan, podiam contar com paraquedas de frenagem e trens de pouso reforçados, com pneus duplos de baixa pressão. Isso dava a aeronave melhor capacidade de operar em terrenos não preparados ou pistas sem manutenção.

## Histórico Operacional

### França

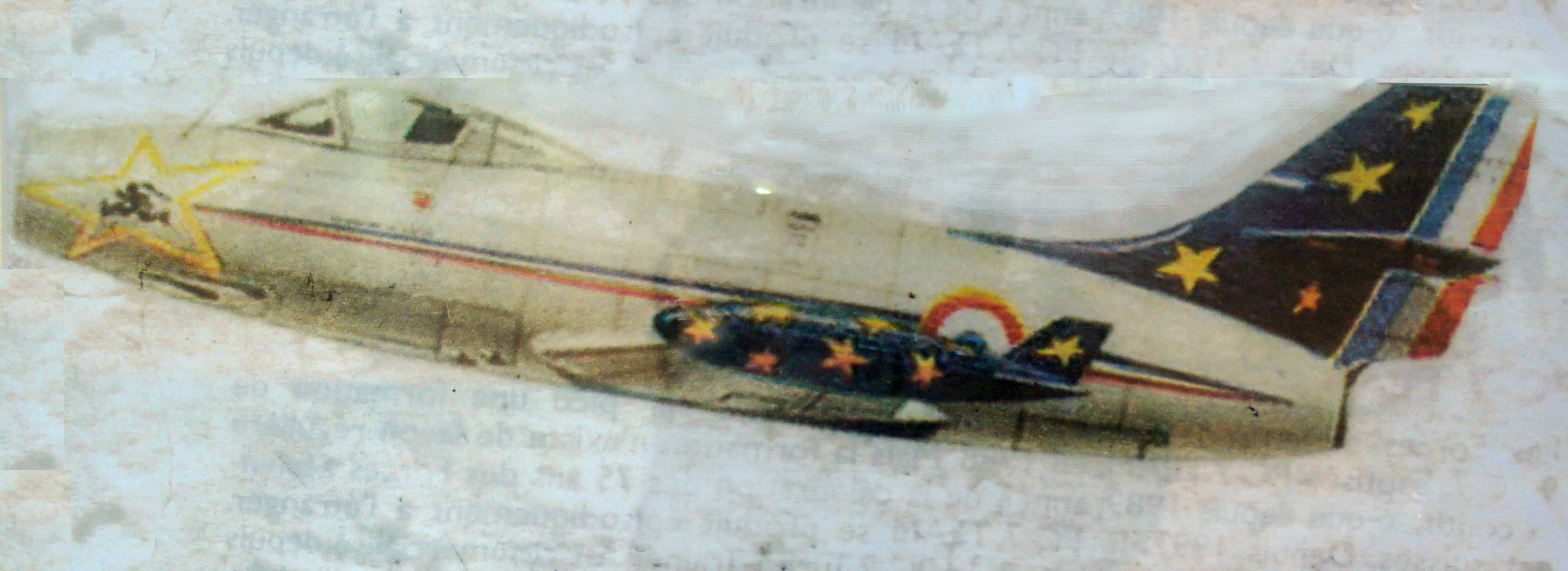
Um Ouragan a serviço da Patrouille de France, 1953

Em agosto de 1950, antes da entrega de qualquer aeronave de pré-produção, o governo francês encomendou 150 unidades de produção, com a intenção de operar 850 unidades no Exército do Ar. Em 1952, o Ouragan foi posto em serviço pelo Exército do Ar Francês, onde substituiu o de Havilland Vampire.
Com a rápida entrada em serviço, o programa de provas do Ouragan não foi completado em sua totalidade, levando a vários incidentes onde pilotos executaram manobras involuntárias. Em particular, a aeronave tinha a tendência de perder sustentação em giros apertados, entrando em parafuso. No geral, o Ouragan era uma aeronave dócil; segundo Munson, os pilotos franceses admiravam a estabilidade da aeronave, podendo disparar canhões e foguetes simultaneamente. Suas boas características de voo levaram a aeroanve a ser utilizada pela Patrouille de France por dois anos.
Os primeiros 50 Ouragans foram designados como M.D.450A, sendo equipados com o motor Nene 102; porém, maioria das aeronaves entregues foram o M.D.450B, com o motor Hispano-Suiza Nene 104B, mais leve e com maior empuxo que o Nene 102. Os tiptanks eram padronizados em todas as variantes.
No serviço francês, a carreira do Ouragan foi relativamente curta. De maio de 1955 para diante, o tipo começou a ser substituído pelo Mystère IV, um projeto mais moderno da indústria aeronáutica local. Em 1961, os últimos Ouragans foram aposentados do serviço operacional, com um pequeno número de aeronaves se mantendo em serviço como treinadores avançados e de armas até meados dos anos 60.

### Índia

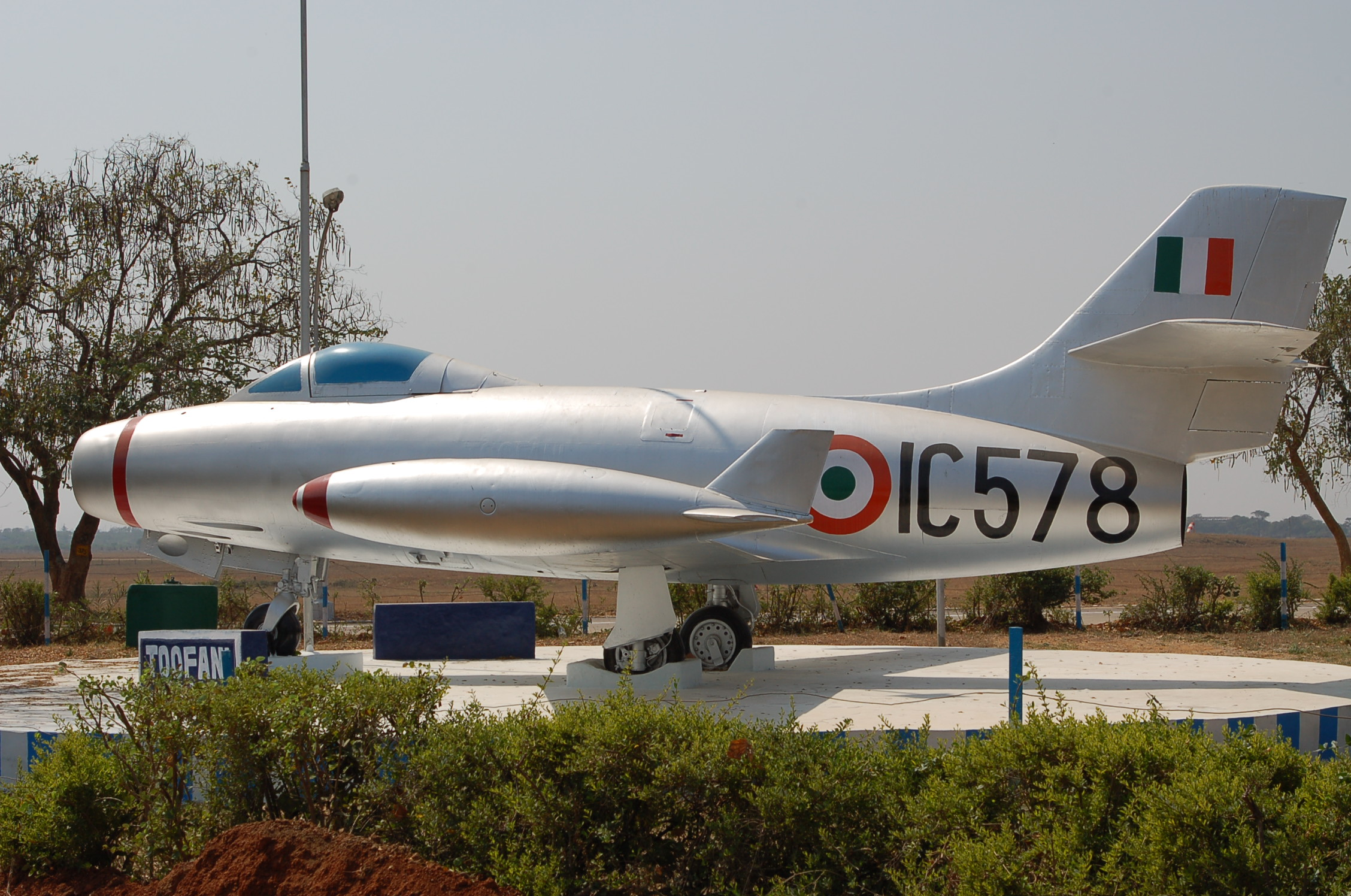
Um Ouragan preservado no Museu da Academia da Força Aérea Indiana, em Dundigal

Em 25 de junho de 1953, a Índia encomendou 71 unidades do Ouragan, majoritariamente similares as unidades produzidas para a França, exceto pelo motor Nene 105, um pouco mais potentes. Os primeiros quatro Ouragans foram entregues em outubro de 1953, tendo vindo voando da França à Índia, enquanto as outras unidades foram entregues de navio até meados de 1954, quando todas as aeronaves foram entregues. Em março de 1957, duas novas encomendas foram feitas, por 20 e, subsequentemente, 13 Ouragans, todos usados do Exército do Ar Francês, aumentando a frota indiana para 104 unidades do tipo. A seleção indiana pelo Ouragan, na época, refletia uma decisão deliberada do estado maior indiano pela diversificação de seus fornecedores. No serviço indiano, a aeronave recebeu a designação de Toofani (em hindi: furacão), sendo a tradução direta do nome francês da aeronave.
Em 1961, os Toofanis indianos foram utilizados em combate, conduzindo missões de ataque em apoio as forças indianas em conflito com tropas portuguesas em Diu. Elas também foram utilizadas em missões de combate contra insurgentes em Assão e Nagalândia, além de missões de reconhecimento durante a Guerra Sino-Indiana.
Em 24 de abril de 1965, um Toofani invadiu o espaço aéreo paquistanês e foi forçado a pousar por caças da Força Aérea do Paquistão. O piloto foi capturado e devolvido a Índia, porém, a aeronave foi apreendida e exibida como um troféu de guerra em Peshawar, sendo desmantelada pouco tempo depois.
Similar aos franceses, o Toofani foi substituído do serviço indiano pelo Mystère IVA em 1957, sendo totalmente aposentado do serviço operacional em 1965, apesar de algumas unidades ainda se encontrarem em serviço por alguns anos, empregados como treinadores avançados e rebocadores de alvos.

### Israel

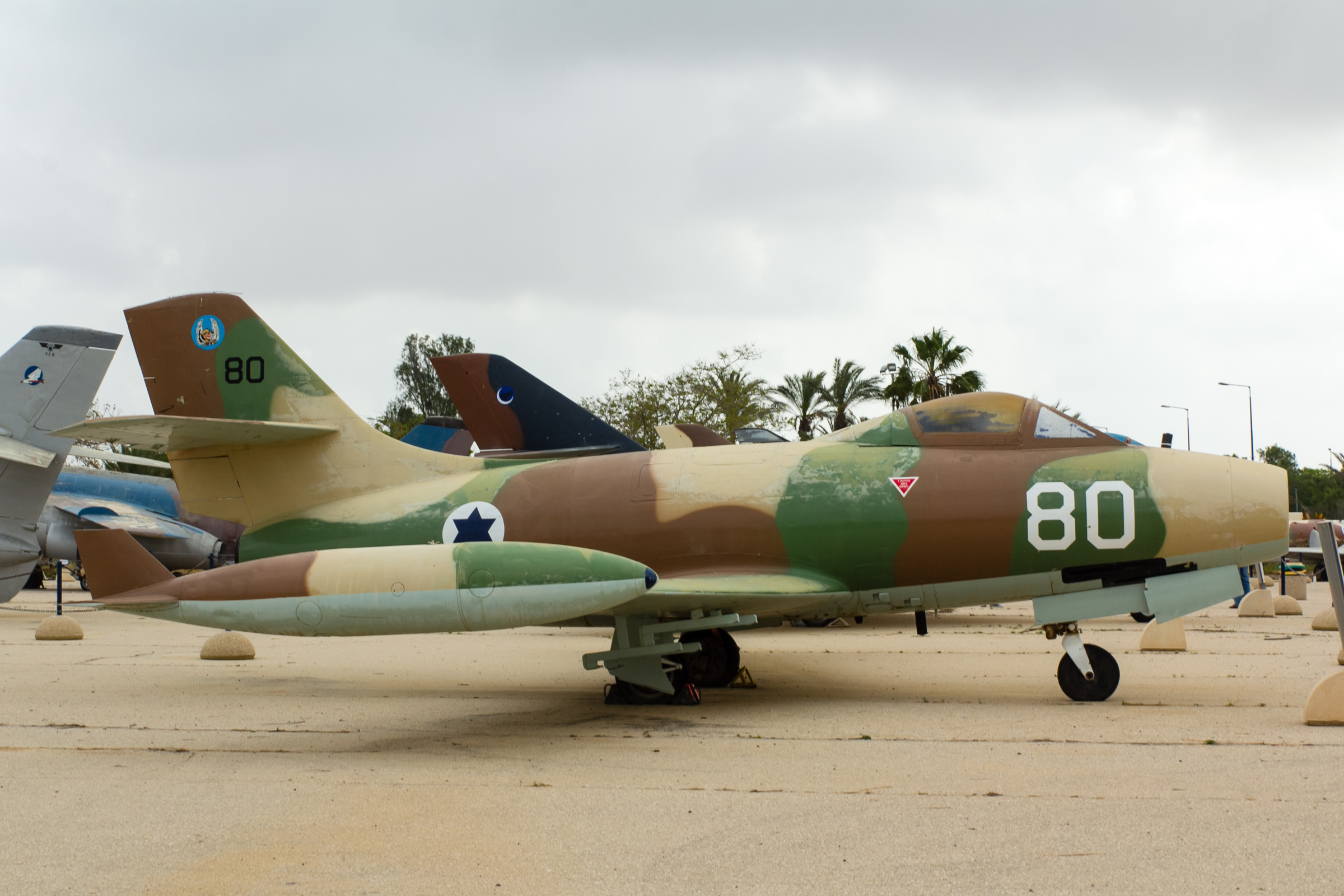
Ouragan israelense no Museu da Força Aérea Israelense, em Hatzerim

Em contraste dos franceses e indianos, a Força Aérea Israelense (IDF/AF) foi bastante entusiástica com a operação do Ouragan. Durante o início dos anos 50, Israel, sob pressão das hostilidades regionais com seus vizinhos árabes, buscava a aquisição de novos equipamentos militares para suas forças, particularmente, para sua arma aérea, uma vez que as forças aéreas árabes se equipavam com modernos materiais soviéticos, como caças MiG-15. Buscando o aumento de sua frota de caças a jato, formada majoritariamente por caças Gloster Meteor ingleses, a IDF/AF avaliou o Dassault Mystère IIC francês e o Canadair Sabre Mk.6 canadense. Devido a problemas no desenvolvimento do Mystère II e o embargo canadense ao Sabre, a encomenda foi modificada para caças Mystère IVA, junto de caças Ouragans, servindo como aeronaves "tampão".
Em 1955, a IDF/AF havia recebido 75 unidades do Ouragan, formado por aeronaves novas e usadas, ex-Exército do Ar Francês, com as unidades encomendadas sendo totalmente entregues ainda aquele ano. Os Ouragans israelenses foram operados por cinco esquadrões, sendo empregados como aeronaves de ataque e apoio aéreo aproximado, uma vez que não tinham desempenho para combater contra os MiG-15 egípcios. Em 12 de abril de 1956, um Ouragan abateu um de Havilland Vampire egípcio que invadia o espaço aéreo israelense, sendo a primeira vitória marcada por um Ouragan israelense.
Durante a Crise de Suez em 1956, os Ouragans voaram missões de ataque e escolta. Nas primeiras horas do dia 30 de outubro de 1956, um par de Ouragans abateram quatro Vampires hostis da região do Passo de Mitla. Houveram dois encontros documentados entre Ouragans e MiG-15 terminaram com um Ouragan sobrevivendo a disparos de canhão de 37mm do MiG e outro MiG sendo danificado durante um dogfight em curva com o Ouragan. O pouco treinamentos dos pilotos egípcios faziam os mesmos não perceberem as vantagens que tinham, tanto em números quanto nas velocidade e taxa de subida do MiG-15, ajudando os Ouragans a sobreviver reiterados combater, apesar de menor desempenho.
Em 31 de outubro de 1956, um par de Ouragans, armados com foguetes, atacaram o contratorpedeiro egípcio classe Hunt, Ibrahim el-Awal (ex-HMS Mendip), contribuindo para sua captura pela Marinha Israelense. De acordo com Mundson, os Ouragans israelenses foram responsáveis pela destruição de uma grande quantidades de viaturas blindadas inimigas durante ataques aéreos, tendo sido perdido somente duas células durante os cinco dias de combate, ambas por fogo de armas portáteis. O comandante do estado maior das Forças de Defesa de Israel (IDF) declarou que o "Ouragan foi uma aeronave muito melhor do que o que eu esperava".
Após o fim da Crise de Suez, os Ouragans foram relegados a empregos secundários, como treinamento avançado ; em 1967, o tipo ainda equipava duas unidades de apoio aéreo aproximado e uma unidade de treinamento avançado. Os Ouragans israelenses ainda viram combate durante a Guerra dos Seis Dias, em 1967. Em 1975, a IDF/AF vendeu 18 Ouragans à El Salvador, que os operou até o final dos anos 80.

### El Salvador

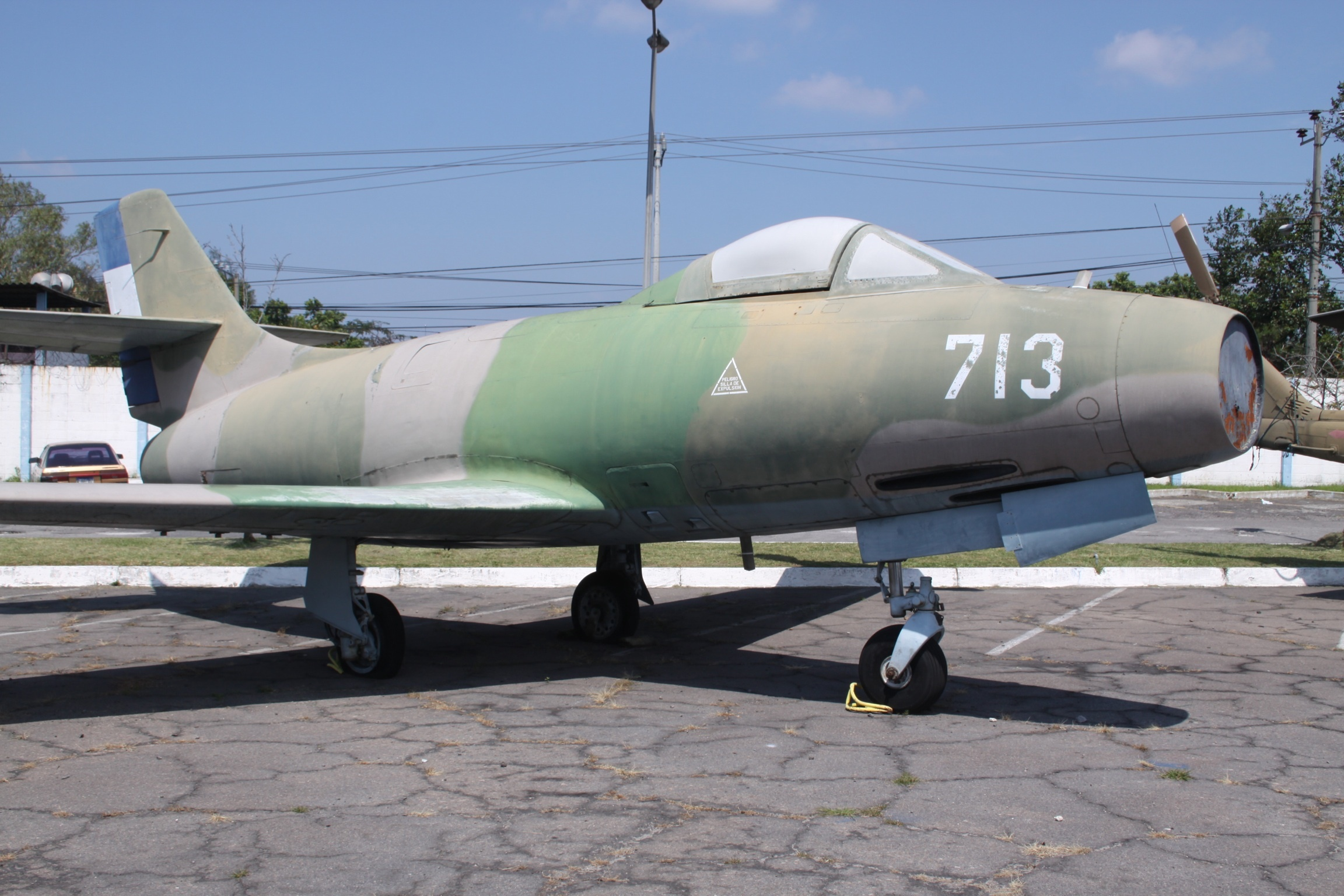
Ouragan salvadorenho em Ilopango.

Após a Guerra das 100 Horas, em 1969, El Salvador iniciou um esforço para a modernização de sua arma aérea. Sem condições de adquirir aeronaves de combate americanas, devido a embargo de armas estadunidense, os salvadorenhos adquiriram 18 Ouragans ex-Israel no mercado internacional de armas. As aeronaves foram revisadas pela Israel Aircraft Industries (IAI) em Israel e entregues à Força Aérea Salvadorenha (FAS) entre 1973 a 1978.
Os Ouragans salvadorenhos viram combate durante a Guerra Civil de El Salvador, executando missões de ataque contra os guerrilheiros da FMLN, baseados na Base Aérea de Ilopango, perto de San Salvador. Sendo El Salvador um país relativamente pequeno, alcance de combate não era uma grande preocupação, tendo os Ouragans tido seus tiptanks removidos, para diminuir seu peso e aumentar a carga de armas.
Em 1982, durante o ataque da FMLN contra a Ilopango, alguns Ouragans foram destruídos em terra , o que acelerou os planos para a retirada de serviço e substituição pelo A-37 Dragonfly americano, que estava sendo oferecido pelos Estados Unidos após o levantamento do embargo de armas pelo governo de Ronald Reagan. Os Ouragans restantes serviram na FAS até o final da guerra, em 1992.
Os Ouragans salvadorenhos receberam diversas pinturas camufladas diferentes, possivelmente, durante a guerra, nunca se houve uma padronização com relação a pintura. Várias unidades foram preservadas ou estocadas em Ilopango.

## Variantes

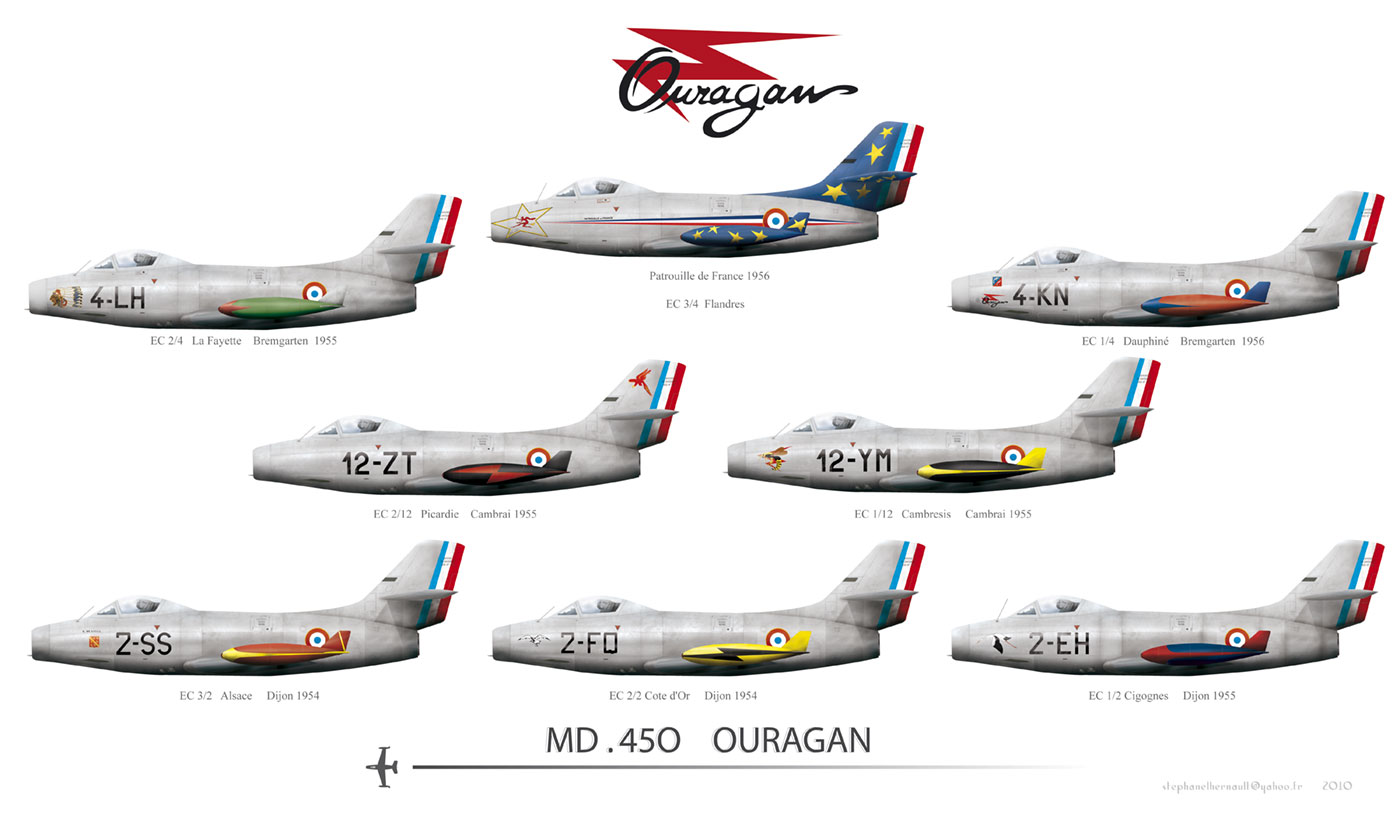
Esquemas do Ouragan no Exército do Ar Francês

- M.D.450A: Equipadas com motores Rolls-Royce Nene 102; 50 unidades produzidas;[5]
- M.D.450B: Equipada com motores Nene 104B, produzidos sob licença pela Hispano-Suiza. As portas do trem de pouso foram modificadas, diminuído o numero de peças móveis;[5]
- M.D.450R: Variante de reconhecimento; Uma unidade produzida;[5]
- M.D.450-30L: Protótipo de pré-produção equipado com um motor SNECMA Atar 101B, tomadas de ar nas laterais da fuselagem e dois canhões DEFA, de 30mm. Uma unidade convertida, tendo sido voados pela primeira vez em 21 de janeiro de 1952, como meio de ganhar experiência antes do primeiro voo do Dassault Mystère.[5]
- Barougan: Aeronaves de pré-produção modificadas para operação em terreno não preparado. Equipado com trem de pouso principal com pneus duplos e de baixa pressão, retraindo em bolhas embaixo das raízes das asas, além de um paraquedas de frenagem.[6]

## Operadores

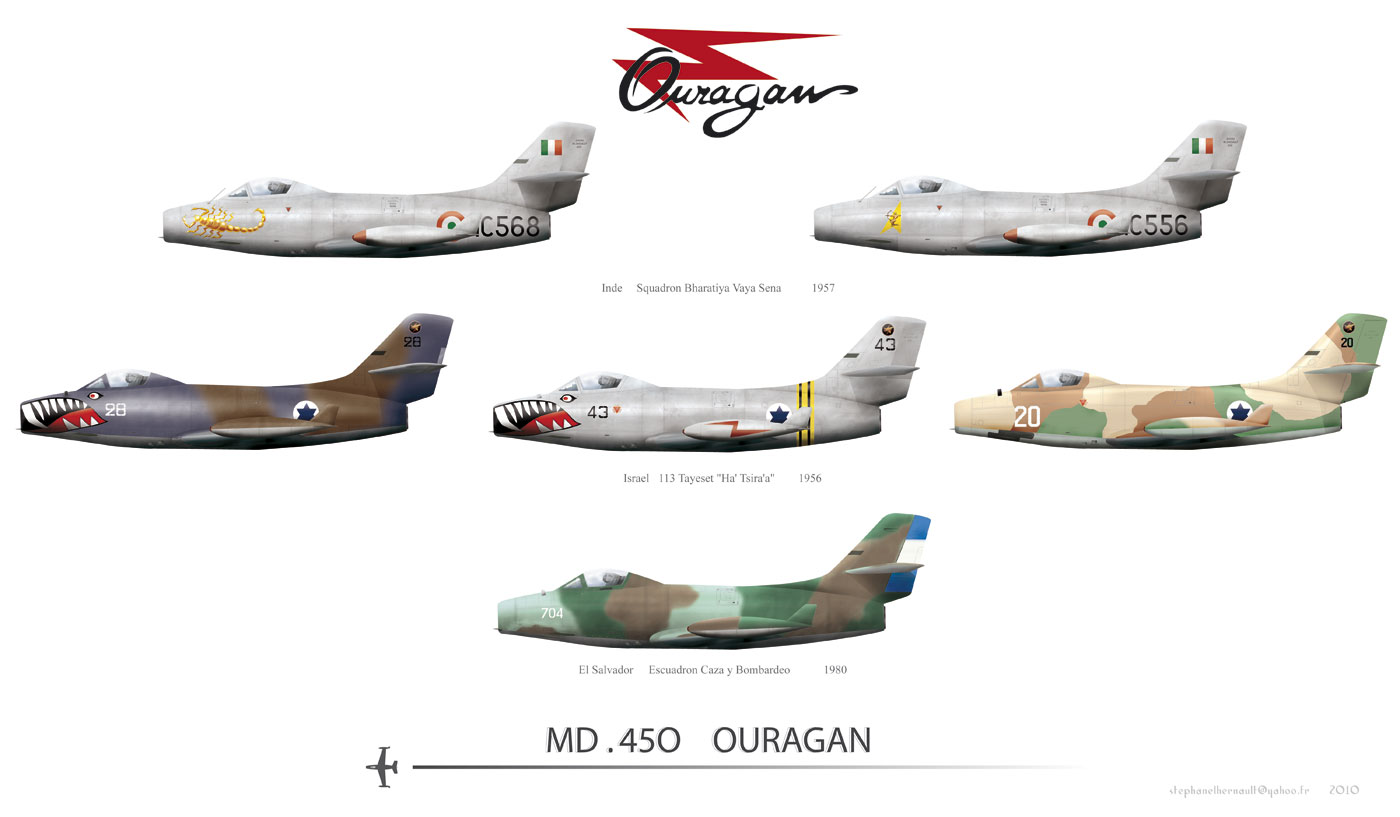
Esquemas do Ouragan indiano, israelense e salvadorenho

- El Salvador - Força Aérea Salvadorenha: 18 unidades, ex-Israel.[23][24]
- França - Exército do Ar: 213 unidades, incluindo protótipos.[25][3]
- Índia - Força Aérea Indiana: 113 unidades.[9][8]
- Israel - Força Aérea Israelense: 75 unidades.[26]

## Especificações (M.D.450B)
Dados: The Dassault M.D. 450 Ouragan: Profile 143. The Great Book of Fighters 

### Características Gerais
- Tripulação: 1
- Comprimento: 10.73 m (35 ft 2 in)
- Envergadura: 13.16 m (43 ft 2 in)
- Altura: 4.14 m (13 ft 7 in)
- Área Alar: 23.8 m² (256 sq ft)
- Alongamento: 7.3
- Aerofólio: NACA 65-112.9 (raiz); NAC 65-211.8 (ponta)[28]
- Peso Vazio: 4,142 kg (9,132 lb)
- Peso Carregado: 7,404 kg (16,323 lb)
- Peso Máximo de Decolagem (MTOW): 7,900 kg (17,417 lb)
- Motor: 1x Turbojato Rolls-Royce Nene Mk.104B, com 5,000 lbf (22.2 kN) de empuxo

### Desempenho
- Velocidade Máxima: 940 km/h (510 kn, Mach 0.76) a nível do mar
- Velocidade de Cruzeiro: 750 km/h (400 kn)
- Alcance de Combate: 450 km (240 nmi)
- Alcance de Traslado: 920 km (500 nmi)
- Teto de serviço: 13,000 m (42,800 ft)
- Taxa de subida: 38 m/s (7,500 ft/min)
- Distância de Decolagem: 783 m (2,569 ft)
- Distância de Pouso: 910 m (2,986 ft)

### Armamento
- Canhão: 4x Hispano-Suiza HS.404 de 20mm. 125 disparos cada
- Foguetes: 16x Brandt T-10, ar-superfície, de 105mm ou 18x SNEB, de 68mm em 2x casulos de foguetes Matra
- Hardpoint: Quatro, com capacidade de carregar 908 kg (2,002 lb)